# Грађански рат у Сомалији
Грађански рат у Сомалији је актуелни грађански рат који се одвија у Сомалији. Проистекао је из отпора војној хунти којом је током 1980-их руководио Сијад Баре. Од 1988. до 1990. године, Сомалијске оружане снаге су започеле борбу против различитих оружаних побуњеничких група, укључујући Сомалијски демократски фронт спасења на североистоку, Сомалијски национални покрет у рату за независност Сомалиленда на северозападу, и Уједињени сомалијски конгрес на југу. Клановске оружане опозиционе групе су збациле Бареов режим 1991. године.
Различите оружане фракције почеле су да се боре за утицај у вакууму власти који је уследио, посебно на југу. У периоду 1990–92, обичајно право је привремено нестало, а борбе између фракција су се прошириле. У одсуству централне власти, Сомалија је постала "пропала држава". То је довело до доласка УНОСОМ I посматрача УН у јулу 1992, а затим и већих мисија УНИТАФ и УНОСОМ II. Након оружаног сукоба између побуњеника и трупа УНОСОМ II током 1993, УН су се повукле 1995. Након тога, у већини региона је дошло до повратка обичајном и шеријатском праву.
Сомалиленд и Пунтленд прогласили су аутономију 1991. и 1998. године. На југу су почели да се оснивају исламски шеријатски судови као одговор на безвлашће. То је довело до релативног смањења интензитета борби, па је Стокхолмски међународни институт за мировна истраживања уклонио Сомалију са своје листе великих оружаних сукоба за 1997. и 1998.
Године 2000. основана је Прелазна национална влада, а затим 2004. Прелазна федерална влада (ПФВ). Тренд смањене борбе прекинут је 2005, а озбиљан сукоб је избио на југу 2005–07. Године 2006, етиопске трупе су упале у Сомалију како би збациле Савез исламских судова (СИС) и инсталирале ПФВ. Након распада СИС, избио је велики побуњенички покрет. Најзначајније, Ал-Шабаб је стекао значај у овом периоду и од тада води борбу против сомалијске владе и АМИСОМ мировних снага за контролу над земљом. Сомалија је била на врху Индекса крхких држава шест година заредом, од 2008. до 2013.
У октобру 2011. године, након припремних састанака, кенске трупе су ушле у јужну Сомалију ("Операција Линда Нчи") како би се бориле против Ал-Шабаба и успоставиле заштићену зону унутар Сомалије. Кенске трупе су званично интегрисане у мултинационалне снаге у фебруару 2012. Федерална влада Сомалије је основана у августу 2012, као прва трајна централна власт у земљи од почетка грађанског рата.
Године 2023. избио је сукоб у Лас Аноду између ССЦ-Кхатумо и војске Сомалиленда. Међународни аналитичари и актери почели су да описују Сомалију као "крхку државу" која напредује ка стабилности.

## Пад и пропаст режима Сијада Бареа (1978–1991)
Након што је Сомалија изгубила Огаденски рат у марту 1978, популарност председника међу Сомалцима драстично је опала, а широко незадовољство међу његовим генералима довело је до покушаја државног удара 10. априла 1978.
Већина заговорника удара је ухваћена и стрељана, али неки су успели да побегну и формирају Сомалски фронт за демократско ослобођење, покренувши побуну која је на крају оборила Сијад Бареа са власти 13 година касније.
У мају 1986. године, Баре је тешко повређен у саобраћајној несрећи код Могадишу, када је његов ауто ударио у задњи део аутобуса током јаке кише. Лечен је у болници у Саудијска Арабија због повреда главе, сломљених ребара и шока током месец дана. Потпуковник Мохамед Али Саматар, тадашњи потпредседник, био је фактички шеф државе неколико месеци. Иако се Баре опоравио довољно да се поново кандидује на председничким изборима 23. децембра 1986. за седмогодишњи мандат, његово лоше здравље и годинама старости довели су до спекулација о његовом наследнику. Могући кандидати били су његов зет генерал Ахмед Сулејман Абдиље, тадашњи министар унутрашњих послова, као и Саматар.
У настојању да остане на власти, владајући Врховни револуционарни савет (ВРС) постао је све тоталитарнији и произвољнији. То је изазвало растући отпор режиму. Баре је покушао да угуши немире напуштајући националистичке апеле, ослањајући се све више на свој унутрашњи круг и искориштавајући историјске клановске непријатељства. До средине 1980-их појавиле су се бројне покрети отпора, подржани од стране комунистичке владе Дерга, широм земље. Баре је одговорио казненим мерама према онима које је сматрао подржаваоцима герилаца, посебно на северу. Ова репресија укључивала је бомбардовање градова, а међу погођеним подручјима био је и северозападни административни центар Харгеиса, упориште Сомалски национални покрета (СНП) 1988. године.
У децембру 1981, немири су избијали у северном делу Сомалије због хапшења 30 професионалаца из клана Исак у Харгеиса, који су основали групу за самопомоћ ради унапређења локалних услуга. Након тога уследиле су систематске мере уклањања свих припадника Исак из позиција власти, укључујући војску, судство и безбедносне службе, као и оштре политике против Исак, укључујући и проглашење економског рата Исак народу. Пренос власти на не-Исак личности блиске режиму додатно је подстакао Исак за побуну против режима Сијад Баре. Ово је био један од главних узрока избијања Рат за независност Самалиленда.
1988. године, Сијад Баре и етиопски диктатор Менгисту Хајле Мариам договорили су се о тајном споразуму којим су обе стране престале да подржавају побуњенике једна друге. Ово је подстакло Сомалски национални покрет (СНП) да покрене офанзиву на северу Сомалије са својих база на граници са Етиопијаом. Режим Бареа је одговорио систематским кршењем људских права и геноцидом хиљада припадника Исак племена, при чему је убијено до 200.000 цивила, а 500.000 је побегло као избеглице у суседну Етиопија.
Репресија коју је покренула влада Сијад Бареа проширила се и ван северних бомбардовања и захватила различите регионе широм земље. Ова агресивна стратегија усмерена на гушење отпора и одржавање власти била је карактеристика режима. Један од најзначајнијих случајева био је 1991. године, када је режим покренуо бруталан ваздушни напад у граду Беледвене на југу Сомалије, што је довело до смрти многих невиних људи.

## Уједињени сомалски конгрес свргава Бареа
До средине 1990. године, побуњеници из Уједињени сомалски конгрес (УСЦ) заузели су већину градова и села око Могадишуа, што је навело неке да Бареу дају ироничан надимак „Градоначелник Могадишуа“. У децембру је УСЦ ушао у Могадишу. Четири недеље су трајале борбе између преосталих Бареових трупа и УСЦ-а, током којих је УСЦ довео више снага у град. До јануара 1991. године, УСЦ побуњеници су поразили Црвене беретке, Бареове специјалне снаге, свргнувши Бареову контролу над владом. Преостали владини војници су се коначно распали. Неки су постали нерегуларне регионалне снаге и клановске милиције. Након победе УСЦ-а над Бареовим трупама, остале побуњеничке групе одбиле су сарадњу са њим, јер је свака имала примарну подршку из свог сопственог конституента. Међу тим другим опозиционим покретима били су Сомалски патриотски покрет (СПМ) и Сомалски демократски савез (СДА), Гадабурс група која је формирана на северозападу да би се супротставила милицији Сомалски национални покрет (СНП) Исак клана. Са своје стране, СНП је у почетку одбијао да прихвати легитимитет привремене владе коју је УСЦ успоставио, али је у марту 1991. бивши лидер СНП-а Ахмед Мохамед Силанио предложио оквир за дељење власти између СНП-а и УСЦ-а у оквиру нове прелазне владе.
Многе од опозиционих група су потом почеле да се надмећу за утицај у моћном вакууму који је уследио након свргавања Бареове владе. На југу су се оружане фракције које су водили команданти УСЦ-а генерал Мохамед Фарах Аидид и Али Махди Мохамед посебно сукобљавале покушавајући да успоставе власт над главним градом.
На северозападу, на конференцији у Бурао у априлу–мају 1991, СНП је прогласио независну Републику Сомалиленд у региону који је раније чинио Британски Сомалиленд пре независности и уједињења са бившом колонијом Италијански Сомалиленд 1960. Изабран је Абдирахман Ахмед Али Тур за председника.
Насиље је избило у Могадишуу 17. новембра 1991. када је Аидидова фракција УСЦ-а напала снаге које су биле лојалне Махдију. Заузели су део града, али нису могли да истерају Махдијеве снаге из северног Могадишуа. Године 1992, након четири месеца жестоких борби за контролу Могадишуа, договорено је примирје између Али Махди Мохамед и Мохамед Фарах Аидид. Ниједна страна није успела да преузме контролу над главним градом, па је као резултат успостављена „зелена линија“ која је делила источни и западни део града по зонама контроле.

## Интервенција Уједињених нација (1992–1995)
Резолуција Савета безбедности УН 733 и Резолуција Савета безбедности УН 746 довеле су до оснивања Мисија Уједињених нација у Сомалији I (UNOSOM I), која је требало да пружи хуманитарну помоћ и помогне у успостављању реда у Сомалији након распада централизоване владе. Политичка ситуација је, према извештају УН, била описана као хаос са погоршањем система безбедности и распрострањеном смрћу и разарањем.
Резолуција Савета безбедности УН 794 је једногласно усвојена 3. децембра 1992. године, одобравајући коалицију мировних снага УН под вођством Сједињених Држава. Формирана је Јединствена задаткова група (UNITAF), чији је задатак био да обезбеди безбедност док се хуманитарни напори усмерени на стабилизацију ситуације не предају УН. Доласком 1993. године, коалиција мировних снага започела је двогодишњу мисију Мисија Уједињених нација у Сомалији II (UNOSOM II), углавном у јужном делу земље. Мандат UNITAF-а је био да употреби "све неопходне мере" како би гарантовала испоруку хуманитарне помоћи у складу са Члан VII Повеље УН. Док је циљ UNOSOM I био првенствено хуманитарни, мисија UNITAF-а да врати "мир, стабилност, закон и ред" указује на њихову процену да Сомалија није у стању да сама обезбеди безбедност становништва без помоћи међународних војних снага.
Током преговора од 1993. до 1995. године, сомалиски лидери остварили су одређени успех у помирењу и формирању јавних власти. Међу овим иницијативама били су мирни споразум у Мудугу из јуна 1993. између снага Аидида и SSDF-а, који је успоставио примирје између кланова Хабер Гедир и Маџерteen, отворио трговачке руте и формализовао повлачење бораца из Галкаја; помирење Хираб из јануара 1994. у Могадишу посредовано од стране UNOSOM-а између старешина ривалских кланова Абгал и Хабер Гедир, које су подржали политичари из тих заједница, а које је завршено споразумом о окончању сукоба, уклањању зелене линије која је делила град и уклањању путних блокада; иницијативу у Кисмају из 1994. године посредовану од UNOSOM-а између SNA, SPM, SSDF и представника деветнаест кланова из јужних региона Доње и Средње Џубе; конференцију у Бардхере 1994. између Марехана и Раханвеина (Дигил и Мирилфе), која је решила конфликте око локалних ресурса; и краткотрајни Савет за управљање Дигил-Мирилфеа за јужне регионе Баја и Бакола, основан у марту 1995.
Неки од милитантних група које су се надметале за власт сматрали су присуство UNOSOM-а претњом својој доминацији. Као последица тога, у Могадишу су се одвијале оружане борбе између локалних оружаних група и мировних снага. Међу њима је била и Битка за Могадишо у октобру 1993, део неуспеле операције америчких снага за хватање лидера фракције Сомалијски национални савез Мохамеда Фараха Аидида. Мировне снаге УН су коначно потпуно напустиле земљу 3. марта 1995, након што су претрпеле значајне губитке. УН су навеле да је њихово повлачење пре завршетка мандата било услед недостатка напретка ка миру и мале сарадње са сомалиским странама по питању безбедности, што је континуирано било угрожавано. После овог повлачења уследио је значајан критички одговор јавности, што је навело УН да истакну да нису напустиле Сомалију, али су пружале веома мало међународне војне подршке све до формирања локалне војне мисије AMISOM 2007. године.

## УСЦ/ССА (1995–2000)
Након одласка УНОСОМ II у марту 1995. године, војни сукоби између локалних фракција постали су краћи, углавном мање интензивни и више локализовани. То је делимично било због великог војног ангажмана УН-а који је помогао да се сузбије интензивно ратовање између главних фракција, које су затим почеле да се фокусирају на консолидацију својих освојених територија. Локалне иницијативе за мир и помирење које су спровођене у јужно-централном делу земље између 1993. и 1995. године такође су генерално имале позитиван утицај.
Након тога, Аидиђ је 15. јуна 1995. прогласио себе за председника Сомалије. Међутим, његова декларација није добила признање, јер је његов ривал Али Махди Мухамед већ био изабран за привременог председника на конференцији у Џибутију и међународна заједница га је признала као таквог.
Као резултат тога, Аидиђева фракција је наставила свој поход на хегемонију на југу земље. У септембру 1995. године, милиције које су биле лојалне њему напале су и заузеле град Бајдоа. Аидиђеве снаге контролисале су Бајдоа од септембра 1995. до најмање јануара 1996, док је локална милиција Rahanweyn Resistance Army наставила борбе са његовим снагама у околини града.
Сукоби су се наставили у другој половини 1995. године у јужном Кисмају и долини Џуба, као и у југозападној и централној Сомалији. Међутим, упркос овим жариштима сукоба, региони Гедо и Мидл Шабеле, као и северозападни делови земље остали су релативно мирни. Неколико регионалних и општинских администрација које су локално формиране у претходним годинама наставиле су са радом у тим областима. Током 1994–95, фракције које су се бориле за власт у новообјављеној независној регији Сомалиленд укључивале су Јединствени сомалски фронт, Демократски фронт Сомалије, Сомали Национално Покрет и Јединствена сомалска партија.
У марту 1996. године, Али Махди је изабран за председника Јединственог сомалског конгреса / Савеза за спасавање Сомалије (УСЦ/ССА), са седиштем у северном делу Могадишуа. У јужном делу града, Аидиђеве снаге бориле су се са снагама Осман Аттоа за контролу луке Мерка као и за стратешке делове Могадишуа. Борбе у Мерки су се коначно завршиле након интервенције старешина, али су се наставиле у Могадишуу. У августу 1996, Аидиђ је преминуо од рана задобијених у борбама у области Медина.
1998. године у североисточном граду Гарове одржана је домаћа уставна конференција која је трајала три месеца. На њој су учествовали политички елитни представници тог региона, традиционални старешине (Исими), чланови пословне заједнице, интелектуалци и други представници цивилног друштва. Након тога основана је Пунтланд држава Сомалије.
1999. године тврдило се да је Еритреја подржавала снаге Somali National Alliance које је водио Аидиђев син Хусеин Фарах Аидиђ. Хусеин Аидиђ је одбацио ове тврдње, рекавши да је премијер Етиопије Мелес Зенауи тражио да посредује између Етиопије и Еритреје у њиховом сукобу. Међутим, International Institute for Strategic Studies је посебно известио да је сам Хусеин Аидиђ признао подршку од Еритреје и Уганде. Аидиђеве снаге су заузеле Худур и Бајдоа. Међутим, јуна 1999. их је избајила милиција Rahanweyn Resistance Army. До краја године, РРА је преузела контролу над провинцијама Беј и Бакол. Вођа РРА, Хасан Мухамед Нур Шатигадуд, касније је основао регионалну администрацију Југозападна држава Сомалије.
2000. године, Али Махди је учествовао на још једној конференцији у Џибутију. Тада је изгубио поновљене изборе од бившег министра унутрашњих послова Бара Реџепа Абдикасима Салад Хасана.

## ТФГ, Савез исламских судова и Етиопија (2006–2009)
Године 2000. основана је Прелазна национална влада (ПНГ). Прелазна савезна влада (ТФГ) формирана је у Најробију 2004. године. Избор чланова парламента био је у току до јуна, више од двеста посланика положило је заклетву у августу, а Абдулахи Јусуф Ахмед изабран је за председника парламента на изборима у октобру 2004. Међутим, у марту 2005. ТФГ се поделио након туче у парламенту због размештања мировњака и премештања у привремени главни град. Председник парламента је повео неке чланове у Могадиш, док су председник и остали остали у Најробију. У јуну 2005, под притиском Кеније, остатак ТФГ напустио је Најроби и преместио се у Џовар. У фебруару 2006. парламент ТФГ састао се у Баидоу први пут од марта 2005. (Interpeace, 104)
Битка за Могадиш уследила је у првој половини 2006, у којој је АРПЦТ, коалиција милитантних лидера коју је подржавала САД, сукобила се са растућим Савезом исламских судова (СИС). Међутим, СИС је однео одлучујућу победу у јуну те године. Затим се брзо проширио и учврстио власт широм јужне Сомалије. До августа 2006, ТФГ је био ограничен на Баидоу под етиопском заштитом. (Interpeace, 104)
У децембру 2006, Етиопске оружане снаге ушле су у Сомалију како би помогле ТФГ против напредујућег СИС-а, и првобитно победиле у Бици код Баидое. Уз њихову подршку, снаге сомалијске владе поново су заузеле главни град од СИС-а. Офанзива је помогла ТФГ да учврсти своју власт. Дана 8. јануара 2007, док је трајала Битка за Рас Камбони, председник ТФГ и оснивач Абдулахи Јусуф Ахмед ушао је у Могадиш по први пут откако је изабран. Али како Менкхаус пише, ТФГ је био „од стране већине становника Могадиша виђен као марионета Етиопије, а неконтролисане снаге безбедности ТФГ-а постале су главни извор несигурности за локално становништво, учествујући у отмицама, нападима и горем.“ У року од неколико недеља, у главном граду избио је оружани устанак против ТФГ и његових етиопских савезника. Влада се затим преместила у главни град из привремене локације у Баидоу.
Ембарго на оружје у Сомалији измењен је у фебруару 2007. како би се дозволило државама да снабдевају оружјем снаге безбедности ТФГ-а, уз претходно одобрење од стране Комитета за санкције УН-а. Након дугих расправа, Афричка унија је у марту 2007. одобрила почетно размештање АМИСОМ-а. Установила је „мали троугао заштите“ око аеродрома у Могадишу, луке и Вила Сомалија, и почела је да води умерену преговарачку стратегију са кључним актерима. У новембру 2008, након поновљених кршења ембарга на оружје, Савет безбедности одлучио је да се ембарго може наметнути субјектима умешаним у такве прекршаје. Након двогодишњег процеса консултација, ТФГ је формирана 2004. од стране сомалијских политичара у Најробију под покровитељством ИГАД-а. Процес је такође довео до успостављања ПСИ, а завршен је у октобру 2004. избором Абдулахија Јусуафа Ахмеда за председника. Након тога, ТФГ је постала међународно призната влада Сомалије.
Након пораза, Савез исламских судова распао се на неколико различитих фракција. Неки од радикалнијих елемената, укључујући Ал-Шабаб, реорганизовали су се да наставе побуну против ТФГ и супротставе се присуству етиопске војске у Сомалији. Током 2007. и 2008. Ал-Шабаб је остварио низ војних победа, заузимајући кључне градове и луке у централној и јужној Сомалији. До краја 2008. група је заузела Баидоу, али не и Могадиш. Дана 1. маја 2008. САД је извела ваздухопловни напад на Дуса Мареб, а 3. маја уследио је још један напад на погранични град Добли. Према Међународној кризној групи, етиопски лидери били су изненађени истрајношћу и снагом побуне, као и фрустрирани хроничним унутрашњим проблемима ТФГ-а. До јануара 2009, Ал-Шабаб и друге милиције приморале су етиопске трупе на повлачење, остављајући за собом недовољно попуњене мировне снаге Афричке уније.
Због недостатка финансија и људских ресурса, ембарга на оружје који је отежавао поновно успостављање националних безбедносних снага, као и опште индиферентности међународне заједнице,Шаблон:Цитирање потребно председник Јусуф био је приморан да распореди хиљаде трупа из Пунтланда у Могадиш како би наставио борбу против побуњеничких елемената на југу земље. Финансијску подршку овој акцији обезбедила је влада аутономног региона. То је оставило мало прихода за сопствене безбедносне снаге и јавну управу Пунтланда, што је регион учинило подложним пиратству и терористичким нападима.
Дана 29. децембра 2008, Абдулахи Јусуф Ахмед објавио је пред уједињеним парламентом у Баидои своју оставку на место председника Сомалије. У говору, који је емитован на националном радију, Јусуф је изразио жаљење што није успео да оконча седамнаестогодишњи сукоб, како је било мандатом његове владе. Такође је окривио међународну заједницу за њен неуспех у пружању подршке влади, и изјавио да ће председник парламента наследити функцију у складу са повељом Прелазне савезне владе.

## Коалициона влада (2009)
Између 31. маја и 9. јуна 2008. године, представници федералне владе Сомалије и Алијанса за поновно ослобађање Сомалије (АРС) учествовали су у мировним преговорима у Џибутију, уз посредовање Ахмеду Улд-Абдале, Специјални представник генералног секретара за Сомалију. Конференција је завршена потписаним споразумом који је позивао на повлачење етиопских трупа у замену за обуставу оружаних сукоба. Парламент је потом проширен на 550 места како би се укључили чланови АРС-а, који су затим изабрали Шеика Шарифа Шеика Ахмеда, бившег председника АРС-а, за председника. Председник Шариф је убрзо потом именовао Омара Абдирашида Алија Шармаркеа, сина убијеног бившег председника Абдирашида Алија Шармаркеа, за новог премијера државе.
Уз помоћ АМИСОМ-а, коалициона влада је у фебруару 2009. започела контраофанзиву како би преузела пуну контролу над јужном половином земље. Да би учврстила своју власт, ТФГ је формирала савез са Исламским судовима, другим члановима Алијансе за поновно ослобађање Сомалије, и Ахлу Суна Валџамаа, умереном суфијском милицијом. Штавише, Ал-Шабаб и Хизбул Ислам, две главне исламистичке опозиционе групе, почеле су међусобне сукобе средином 2009. године.
Као примирје, у марту 2009. године, коалициона влада Сомалије објавила је да ће поново увести шеријат као званични правосудни систем земље. Ипак, сукоби су се наставили у јужним и централним деловима земље. У року од неколико месеци, коалициона влада је од контроле над приближно 70% конфликтних зона у централној и јужној Сомалији, које је наследила од претходне Јусуфове администрације, дошла до губитка преко 80% спорне територије у корист исламистичких побуњеника.

## Од 2009. године
У новембру 2010. године, изабрана је нова технократска влада која је спровела бројне реформе. Између осталог, у првих 50 дана на власти, нова администрација је реализовала прву месечну исплату новчаних примања војницима владе. Влада је затим током наредних година почела да потискује Ал-Шабаб.
Дана 6. августа 2011. године, Ал-Шабаб је био приморан да се повуче из већег дела Могадишуа. Иако је група задржала упориште на северним периферијама престонице, до јануара 2012. године, заједничким напорима снага сомалијске владе и АМИСОМ-а, Ал-Шабаб је потпуно протеран из града. Идеолошки раскол унутар вођства Ал-Шабаба такође је избио након суше 2011. године и атентата на високе званичнике те организације. Након што је већина Могадишуа обезбеђена, Сомалијске оружане снаге и Кенијске одбрамбене снаге покренуле су заједничку офанзиву против Ал-Шабаба под називом Операција Линда Нчи, у октобру 2011. Ова операција се наводно планирала готово две године, током којих су званичници Кеније тражили подршку САД. Након успешног окончања Операције Линда Нчи у мају 2012. године, кенијске трупе су формално укључене у АМИСОМ у јуну. Након Операције Линда Нчи, лучки град Кисмајо био је последње велико упориште под контролом Ал-Шабаба. Кенијске трупе под окриљем АМИСОМ-а, уз подршку Раскамбони покрета, покренуле су напад на Кисмајо 28. септембра 2012. Након тродневне битке, снаге сомалијске владе успеле су да преузму контролу над градом. У септембру 2012. године основана је и Савезна влада Сомалије.
У јануару 2013. мандат АМИСОМ-а је продужен за још годину дана након усвајања Резолуције 2093 Савета безбедности УН. Савет је такође једногласно гласао за једногодишње укидање ембарга на лако наоружање за Сомалију и поздравио израду нове стратегије националне безбедности од стране савезне владе. УН су позвале власти да убрзају имплементацију плана, прецизније дефинишу састав снага и укажу на недостатке које међународни партнери могу помоћи да се превазиђу. Иако су многи градови били ослобођени, Ал-Шабаб је и даље контролисао бројна рурална подручја, у којима су се њихови припадници често скривали у локалним заједницама како би ефикасније искористили пропусте централне власти.
У октобру 2013. Афричка команда Оружаних снага САД основала је Координациони центар у Могадишуу, који је постао потпуно оперативан крајем децембра. Јединицу су основале власти Сомалије и АМИСОМ, након што су у септембру упутиле захтев министру одбране САД Чаку Хејгелу. Центар је сачињен од мање од пет саветника, укључујући планере и комуникаторе између сомалијских власти и АМИСОМ-а. Сврха центра је да пружа саветодавну и планску подршку савезничким снагама како би се побољшали капацитети и унапредила безбедност у земљи и региону.
У новембру 2013. високи званичник етиопске владе објавио је да ће се етиопске трупе стациониране у Сомалији ускоро придружити АМИСОМ-у, пошто је званично поднет захтев. У том тренутку, у земљи је било распоређено око 8.000 етиопских војника. Сомалијско Министарство спољних послова поздравило је одлуку, наводећи да ће тај корак оснажити кампању АМИСОМ-а против Ал-Шабаба.

## Губици
Према подацима сајта Necrometrics, процењује се да је око 500.000 људи убијено у Сомалији од почетка грађанског рата 1991. године. Према подацима Armed Conflict Location & Event Dataset, током сукоба 2012. године убијено је 3.300 људи, док је број жртава 2013. године благо опао на 3.150. Мисија Уједињених нација за помоћ у Сомалији пријавила је најмање 596 цивилних жртава до августа 2020. године. Ипак, званичници су се суочили са тешкоћама у одржавању тачног броја због поплава и смртних случајева од COVID-19 у том подручју.